# 조르주 바니에역
조르주 바니에역 (Station Georges-Vanier)은 몬트리올의 프티트부르고뉴 지역에 위치한 몬트리올 지하철 오렌지 선 정차역으로, 1980년에 개통하였다. 이 역은 몬트리올 지하철에서 버스 노선이 정차하지 않는 유일한 역으로, 몬트리올 지하철에서 승객 수가 가장 적은 역이다.

## 건축 양식
이 역은 일반적인 상대식 승강장 역으로 출입구는 한 곳만 있다. 메자닌 층의 거대한 지하 공간은 동그란 천창을 통해 빛이 들어오며 미셸 데르뉘에의 조각상 작품인 《공원의 나무》 (Un arbre dans le parc)가 코트베르튀 방면 승강장에 전시되어있다. 이는 거대한 콘크리트 기둥에 전등이 설치된 가지로 나무를 상징한다. 몽모랑시 방면 승강장 동쪽을 마주보는 벽은 파란색 세라믹으로 장식되어있으며 숲 속에 있는 샘을 상징한다. 작은 유리와 콘크리트 구조물의 매표소와 큼지막한 원뿔형의 채광창은 이 역의 미적 감각을 더한다.

## 역명 유래
조르주 바니에는 캐나다 연방 설립 이후 19대 총독으로 지냈으며, 몬트리올의 오늘날의 역 근처에서 태어난 바니에는 군인이자 외교관으로도 지냈다. 그는 1차 세계대전 당시 다리를 잃었고 2차 세계대전 당시 캐나다의 모든 연맹국 대사로 지냈다. 1959년에는 캐나다에서 태어난 사람으로는 두 번째이자 프랑스계 캐나다인으로는 처음으로 총독으로 지냈다. 그는 재위 도중 숨을 거두었고 1967년에 뤼 풀포드 (rue Fulord)는 불바르 조르주 바니에 (boulevard Georges-Vanier)로 변경되었다.

## 버스 연결편
조르주 바니에역에는 어느 버스도 정차하지 않는다.

## 인근 명소
- 봉 파스퇴르 커뮤니티 센터 (Centre communautaire Bon-Pasteur)
- 캐나다 건축박물관 (Centre canadien d'architecture, CCA)
- DESTA 흑인 아동 네트워크 (DESTA Black Youth Network)
- 오스카 피터슨 공원 (Parc Oscar-Peterson)

## 인접한 역
| STM 오렌지 선               | STM 오렌지 선 | STM 오렌지 선               |
| --------------------------- | ------------- | --------------------------- |
| 리오넬 그루 코트베르튀 방면 | 오렌지 선     | 루시앙 랄리에 몽모랑시 방면 |